# Grupo de São Paulo
Grupo de São Paulo foi o nome proposto para designar a produção de filósofos brasileiros da década de 50 e 60 que se reuniam em São Paulo, na casa de Dora e Vicente Ferreira da Silva. Além dos filósofos paulistanos, frequentaram o grupo os filósofos portugueses Agostinho da Silva e Eudoro de Sousa, além do checo-brasileiro Vilém Flusser.